# Mitch Hardy
Pour les personnes ayant le même patronyme, voir Hardy.
Pas d'image ? Cliquez ici

a Compétitions nationales et continentales officielles uniquement.

b Matchs officiels uniquement.
Dernière mise à jour le 6 septembre 2018.
 Mitchell (Mitch) Duncan Hardy, né le 15 juin 1971 à Sydney, est un ancien joueur de rugby à XV qui a joué avec l'équipe d'Australie. Il évoluait au poste de trois quart aile (1,85 m pour 92 kg).

## Carrière

### En club
- 1996-2000 : ACT Brumbies
- 2000-2002 : CA Brive
- 2002- ? : Gordon RFC

Hardy fut un des premiers joueurs australien qui joua dans le championnat français. Il a disputé sept matchs de Challenge européen de rugby avec Brive.

### En équipe nationale
Il a disputé son premier test match le 21 juin 1997 contre l'équipe de France. Son dernier test match fut contre l'équipe des Samoa, le 26 septembre 1998.

## Palmarès
- 8 test matchs avec l'équipe d'Australie
- 2 essais (10 points)